# Jangdzsu állomás
Jangdzsu (Yangju) állomás föld feletti metróállomás a szöuli metró 1-es vonalán, 2006 óta. Egyúttal a hagyományos Kjongvon (Gyeongwon) vasútvonal állomása is. 2007-ig a Csune (Junae) nevet viselte.

## Viszonylatok
| 1-es vonal                                         | 1-es vonal                         | 1-es vonal                                       |
| -------------------------------------------------- | ---------------------------------- | ------------------------------------------------ |
| Tokkje (Deokgye) Szojoszan (Soyosan) felé          | Kjongvon (Gyeongwon) személyvonat  | Nogjang (Nogyang) Incshon (Incheon) felé         |
| Tokcsong (Deokjeong) Tonducshon (Dongducheon) felé | Kjongvon (Gyeongwon) expresszvonat | Idzsongbu (Uijeongbu) Incshon (Incheon) felé     |
| Korail                                             |                                    |                                                  |
| Nogjang (Nogyang) Jongszan (Yongsan) felé          | Kjongvon (Gyeongwon) vonal         | Tokkje (Deokgye) Pengmagodzsi (Baengmagoji) felé |